# Daisy Head
Daisy Head (Fulham, 7 marzo 1991) è un'attrice britannica.

## Biografia
Daisy Head è la figlia dell'attore Anthony Head. Ha una sorella maggiore, Emily, anche lei attrice.

## Carriera
Il suo primo ruolo cinematografico è stato nella serie TV Feather Boy, all'età di 13 anni. Nel corso del 2015 interpreta un ruolo ricorrente nella terza stagione di The Syndicate e l'anno successivo recita anche in The Guilt. Dal 2021 in poi recita nella serie TV targata Netflix Tenebre e ossa.
Sul grande schermo interpreta una delle protagoniste del film Fallen nel 2015. Nel 2018 affianca Naomi Watts e Daisy Ridley nel film Ofelia - Amore e morte, riscrittura della celebre tragedia di Shakespeare Amleto. Nel 2021 interpreta Edith nel film Wrong Turn, settimo capitolo della saga di film horror.
Per il 2023 è annunciata la sua partecipazione al nuovo film basato sul gioco di ruolo Dungeons & Dragons: Dungeons & Dragons - L'onore dei ladri.

## Filmografia

### Cinema
- The Last Seven, regia di Imran Naqvi (2011)
- Heart of Lightness, regia di Jan Vardoen (2014)
- Fallen, regia di Scott Hicks (2016)
- Underworld: Blood Wars, regia di Anna Foerster (2016)
- Ofelia - Amore e morte (Ophelia), regia di Claire McCarthy (2018)
- Devyataya, regia di Nikolay Khomeriki (2019)
- Exit Eve, regia di Charlie Parham – cortometraggio (2019)
- The  Ninth - La nona vittima  (The Ninth), regia di Nikolay Khomeriki (2019)
- Wrong Turn, regia di Mike P. Nelson (2021)
- Dungeons & Dragons - L'onore dei ladri (Dungeons & Dragons: Honor Among Thieves), regia di Jonathan Goldstein e John Francis Daley (2023)

### Televisione
- Feather Boy – serie TV, 6 episodi (2004)
- Rose and Maloney – serie TV, episodio 3x02 (2005)
- Trial & Retribution – serie TV, episodio 9x01 (2005)
- Patrick's Planet – serie TV, 13 episodi (2005)
- Doc Martin – serie TV, episodio 3x02 (2007)
- Holby City – serie TV, episodi 12x42–12x43 (2010)
- Rules of Love, regia di Ben Gosling Fuller – film TV (2010)
- Doctors – soap opera, episodio 12x199 (2011)
- Il giovane ispettore Morse – serie TV, episodio pilota (2012)
- The Proxy – serie TV, 8 episodi (2012)
- When Calls the Heart, regia di Michael Landon Jr. – film TV (2013)
- Suspects – serie TV, episodio 3x04 (2015)
- The Syndicate – serie TV, 6 episodi (2015)
- Guilt – serie TV, 10 episodi (2016)
- A Midsummer's Nightmare, regia di Gary Fleder – film TV (2017)
- Girlfriends – serie TV, 6 episodi (2018)
- Harlots – serie TV, 8 episodi (2019)
- Tenebre e ossa (Shadow and Bone) – serie TV, 4 episodi (2021-2023)
- The Sandman – serie TV, episodio 1x05 (2022)

## Doppiatrici italiane
Nelle versioni in italiano delle opere in cui ha recitato, Daisy Head è stata doppiata da:
- Valentina Mari in Underworld: Blood Wars, Guilt
- Virginia Brunetti in Fallen, The Sandman
- Lucrezia Marricchi in Tenebre e ossa
- Chiara Oliviero in Ofelia - Amore e morte
- Elisa Giorgio in The Ninth - La nona vittima
- Joy Saltarelli in Dungeons & Dragons - l'onore dei ladri